# نهائي كأس ملك إسبانيا 1994
نهائي كأس إسبانيا 1994 هو النهائي الثاني والتسعين، لعبت المباراة النهائية على ملعب فيسنتي كالديرون في مدريد في 20 أبريل 1994. وفاز بالمباراة ريال سرقسطة، الذي فاز على سيلتا فيغو بعد ركلات الترجيح.